# Ла-15
Ла-15 (Fantail (в перекладі "Трубастий голуб") за класифікацією НАТО, спочатку Type 21) — радянський реактивний винищувач. Створений ОКБ-301 під керівництвом С. О. Лавочкіна. Перший політ прототипу «174» виконано у січні 1948 року. Випущено 235 серійних машин, які знаходилися на озброєнні ВПВС і ППО з 1949 по 1954 роки.

## Історія створення
Уже після повідомлення про можливість придбання британських ТРД «Нін» і «Дервент» в ОКБ-301 під керівництвом С. О. Лавочкіна були розгорнуті роботи по створенню винищувачів під них. Перший з них, реданний «174ТК», повинен був оснащуватися ТРД «Дервент» і був дослідною машиною, другий, прогресивнішої схеми «168», з потужнішим ТРД «Нін» і стрілоподібним крилом, проєктувався з перспективою прийняття на озброєння. Але в зв'язку з тим, що першим в СРСР прибув «Дервент», Лавочкін вирішив – не полишаючи проєкт літака «168», почати розробку аналогічного літака під «Дервент V» під позначенням «174». Конструювання винищувачів «168» і «174» проходило за відсутності силової установки, на основі технічної документації до британських двигунів.

### Випробування

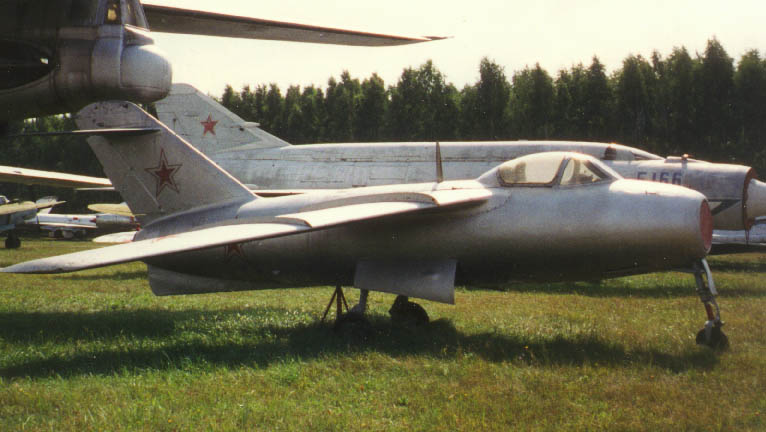
Ла-15 в Моніно

## Тактико-технічні характеристики
Наведені дані серійного Ла-15 заводу № 21.

## Ла-15 у музеях
- Росія, Моніно, Центральний музей Військово-повітряних сил РФ.

## В комп'ютерних відеоіграх
- В MMO «World of Warplanes»;
- У вигляді додаткового літака для ігор серії "Wings Over";
- В MMO «War Thunder»(скриншот [Архівовано 22 лютого 2014 у Wayback Machine.])